# Konrad Winter
Konrad Winter (* 1963 in Salzburg) ist ein österreichischer bildender Künstler.

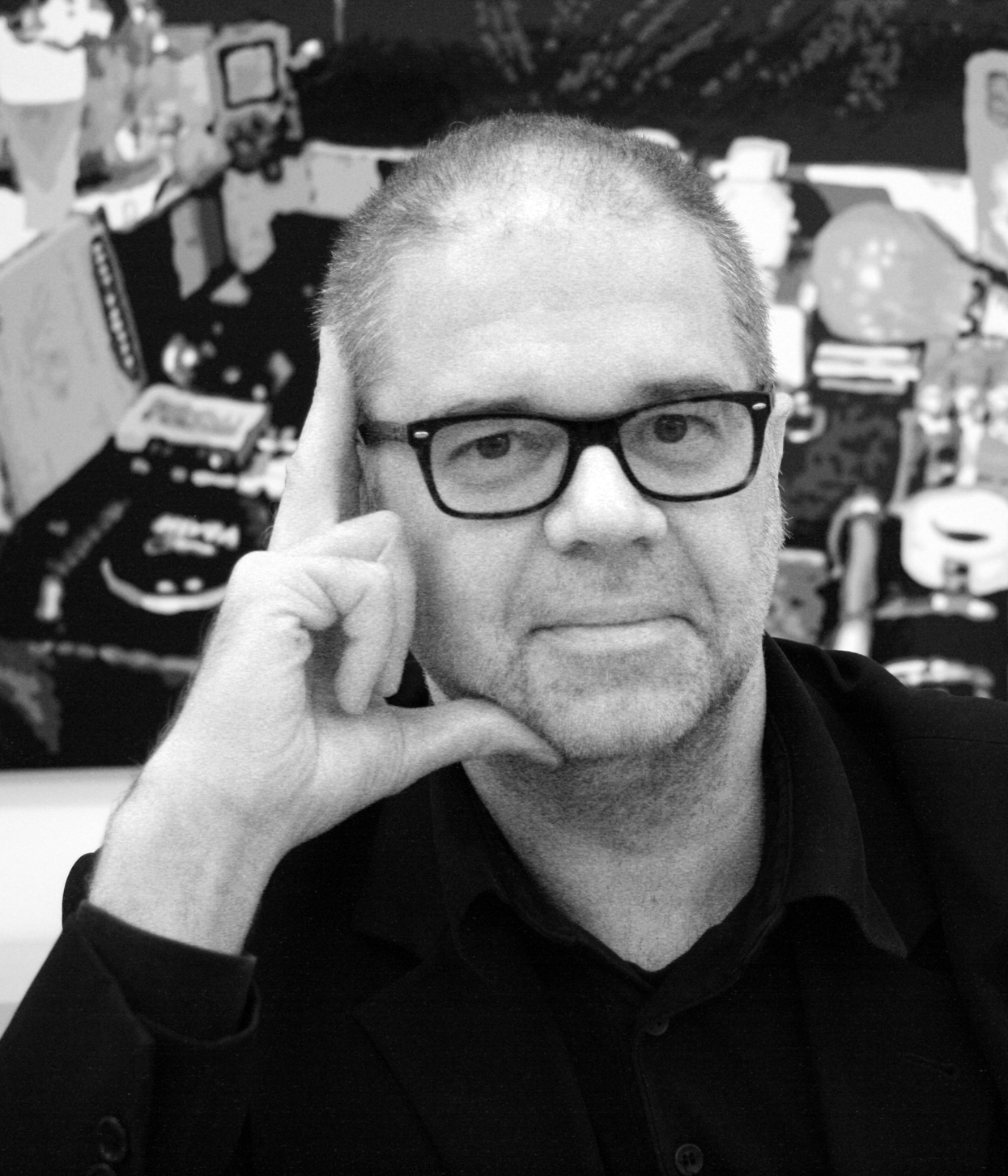
Porträt Konrad Winter (2011)

## Leben
Der 1963 im österreichischen Salzburg geborene Konrad Winter ist gelernter Drucker und arbeitet seit 1985 als freier Künstler. Er hat seit 1990 Lehraufträge an verschiedenen Hochschulen und Akademien. Zwischen 1990 und 2008 leitete er eine Klasse an der Internationalen Sommerakademie für Bildende Kunst Salzburg. Von 1994 bis 1999 war er Gastdozent an der Universität Mozarteum in Salzburg. Im Anschluss kam er von 2000 bis 2005 Lehraufträgen an der Werbedesign-Akademie Salzburg nach und 2009/10, 2012 und 2013 an der Sommerakademie Traunkirchen.

## Werk
Bei den „Getarnten Bildern“ handelt es sich um moderne Genre- und Landschaftsmalereien, und sie machen den bedeutendsten Teil des Œuvres des Malers Konrad Winter aus. In seiner bekanntesten Werkgruppe arbeitet er mit Autolacken auf Aluminium, und die Werke sind in der Regel großformatig und in leuchtenden Farben angelegt.
Steht der Betrachter unmittelbar vor dem Werk, so erkennt er lediglich scharf voneinander abgegrenzte Farbflächen. Erst mit Abstand erschließt sich der Bildinhalt. Auch wirken die Bilder aus der Nähe stets unscharf oder verschwommen, wie durch eine Brille mit falscher Dioptrinstärke betrachtet.
Die wichtigsten Werkzyklen der „Getarnten Bilder“ sind:
- Camouflaged Landscape/Getarnte Landschaften: Strände und Städte, Dörfer und öffentliche Parkanlagen, ländliche Idylle oder ein Fischteich stellen die Bildinhalte dieses Werkzyklus dar. Menschen ruhen sich im Licht der Sonne unter üppigen grünen Bäumen oder an gelben sonnenüberfluteten Sandstränden aus. Kinder beim Spielen am Strand.
- Camouflaged Interior/Getarntes Innenleben zeigt das Innere von Hotels, Flugzeugen und Gasthöfen. Mal ist die Empfangshalle eines Luxushotels zu sehen, mal gibt das Werk den Blick auf ein Hotelbett preis oder es ist die Kabine eines Airbus A 380 zu sehen.
- Camouflaged Alps/Getarnte Alpen stellt das Pendant zu „Camouflaged Landscapes“ dar. Konrad Winter thematisierte Architektur, Flora und Fauna der Bergwelt. Bergkämme, die in das rote Licht einer untergehenden Sonne getaucht sind – Skifahrer sausen eine blau-weiße Piste hinab. Mal sind Kühe vor einem Bauernhaus zu sehen, dann wieder begrüßen Murmeltiere einander oder ein Hirsch mit einem großen Geweih röhrt.
- Camouflaged Cities/Getarnte Städte: Die Glaspyramide des Louvre in Paris, die Häuserfronten des Römers in Frankfurt oder eine Stadtansicht Münchens mit den charakteristischen Türmen der Frauenkirche. In der Werkgruppe Camouflaged Cities konzentrierte sich Winter auf spezifische Sehenswürdigkeiten und Stadtansichten, die signifikant für eine bestimmte Metropole sind.
- Camouflaged Prosperity/Getarnter Wohlstand: Die Werkgruppe thematisiert den Kontrast zwischen Arm und Reich, zwischen Konsum und Mittellosigkeit. Es sind Obdachlose zu sehen, die inmitten ihrer Habseligkeiten auf einer Parkbank schlafen, die Lichter eines Schaufensters, das bunte Treiben im Inneren eines Einkaufszentrums oder Schaufensterpuppen.

Die älteren Werkgruppen „Abendgesellschafter“, „Kopfstücke“ und „Deutsche Aktien“ gehören dem Genre der Porträtmalerei an. Diese Werkgruppen entstanden zeitlich vor den „Getarnten Landschaften“.
- Abendgesellschafter: Schauspieler, Moderatoren und historische Persönlichkeiten sind die dargestellten „Abendgesellschafter“. Konrad Winters Werke weisen einen hohen Wiedererkennungswert auf, obwohl er die Personen abstrahierte und auf die Umrisslinien reduzierte. Als Material dienten Sperrholzpaneele und Acryl. Die Umrisslinien sind in den Malgrund reliefartig hineingeritzt und anschließend in einem dunkleren Ton derselben Farbe wie der Hintergrund koloriert.
- Die Kopfstücke: Es handelt sich um eine Variation der Serie „Abendgesellschafter“. Das Bildthema ist identisch, jedoch weicht das Material von der ursprünglichen Serie ab. Zumeist Auftragsarbeiten sind die „Kopfstücke“ Wandmalereien oder Glasinstallationen, wie beispielsweise die Glastableaus „Kopf-Stücke“ in der Sparkasse Fulda von 2001.
- Deutsche Aktien: Es handelt sich um Porträts international bekannter Persönlichkeiten aus Fernsehen, Kino oder Sport und Menschen vom afrikanischen Kontinent. Winter stempelte auf unifarbene kleine Felder die Firmenlogos börsennotierter deutscher Unternehmen und setzte aus diesen Pixeln Porträts zusammen. Die „Deutschen Aktien“ sind Stempeldrucke in Öl auf Holz oder Leinwand.

## Galerie

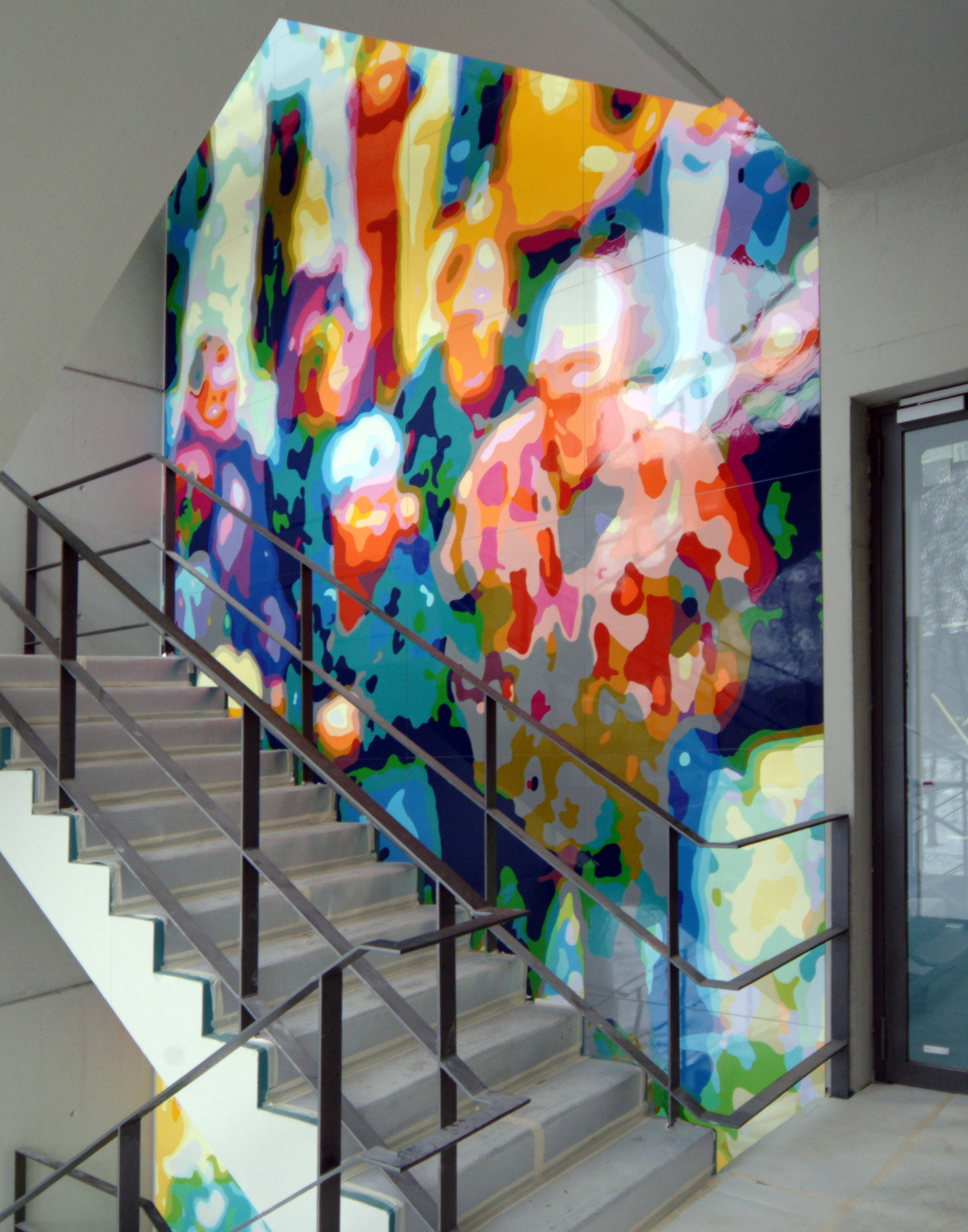
Konrad Winter, Werk im öffentlichen Raum, Zellstruktur, 2005, Uniklinik Freiburg Pathologie, Ausschnitt, 2303 × 482 cm
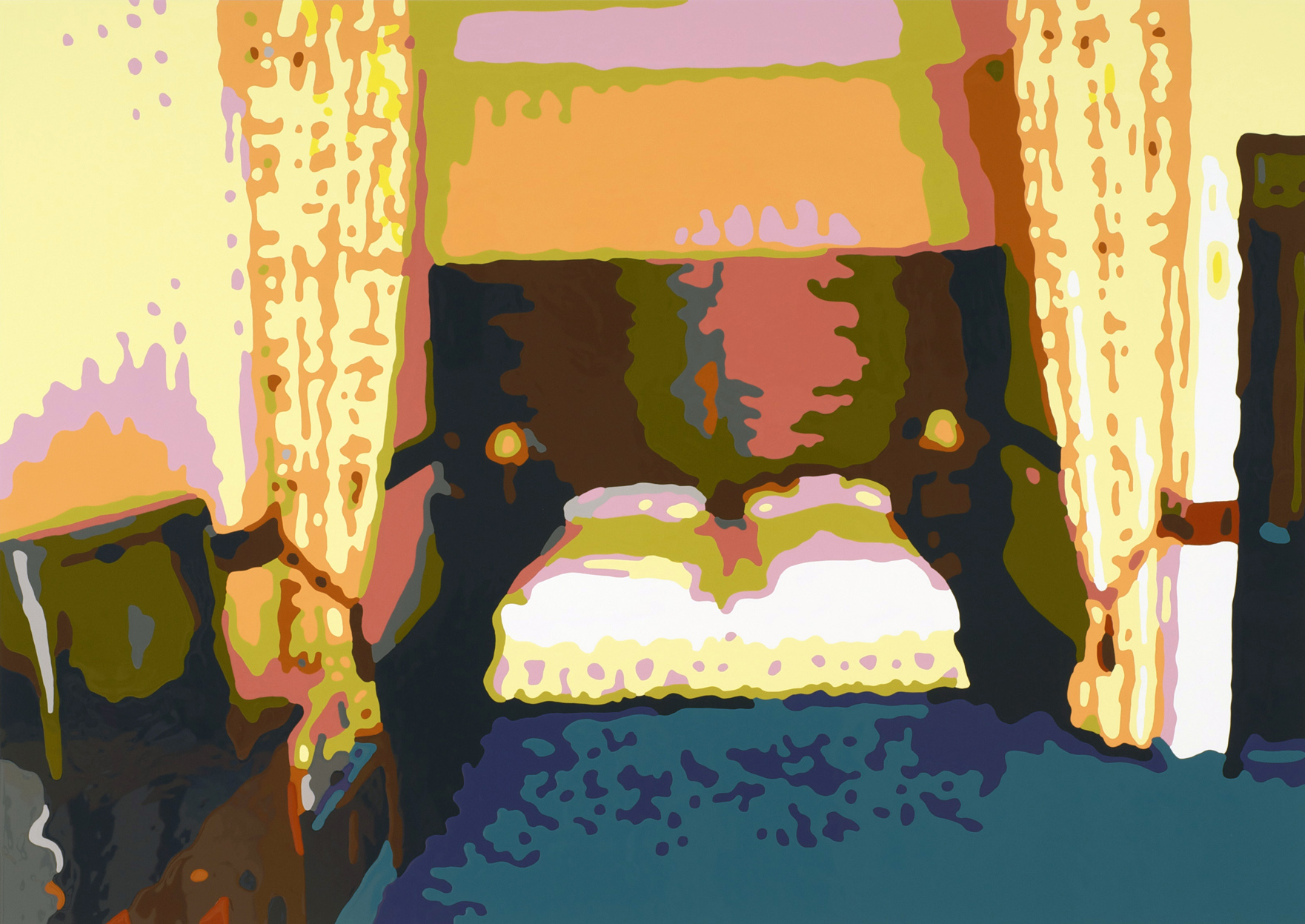
Konrad Winter, Camouflaged Interior / Hotelzimmer, 2008, 83 × 117 cm, Autolack auf Aluminium
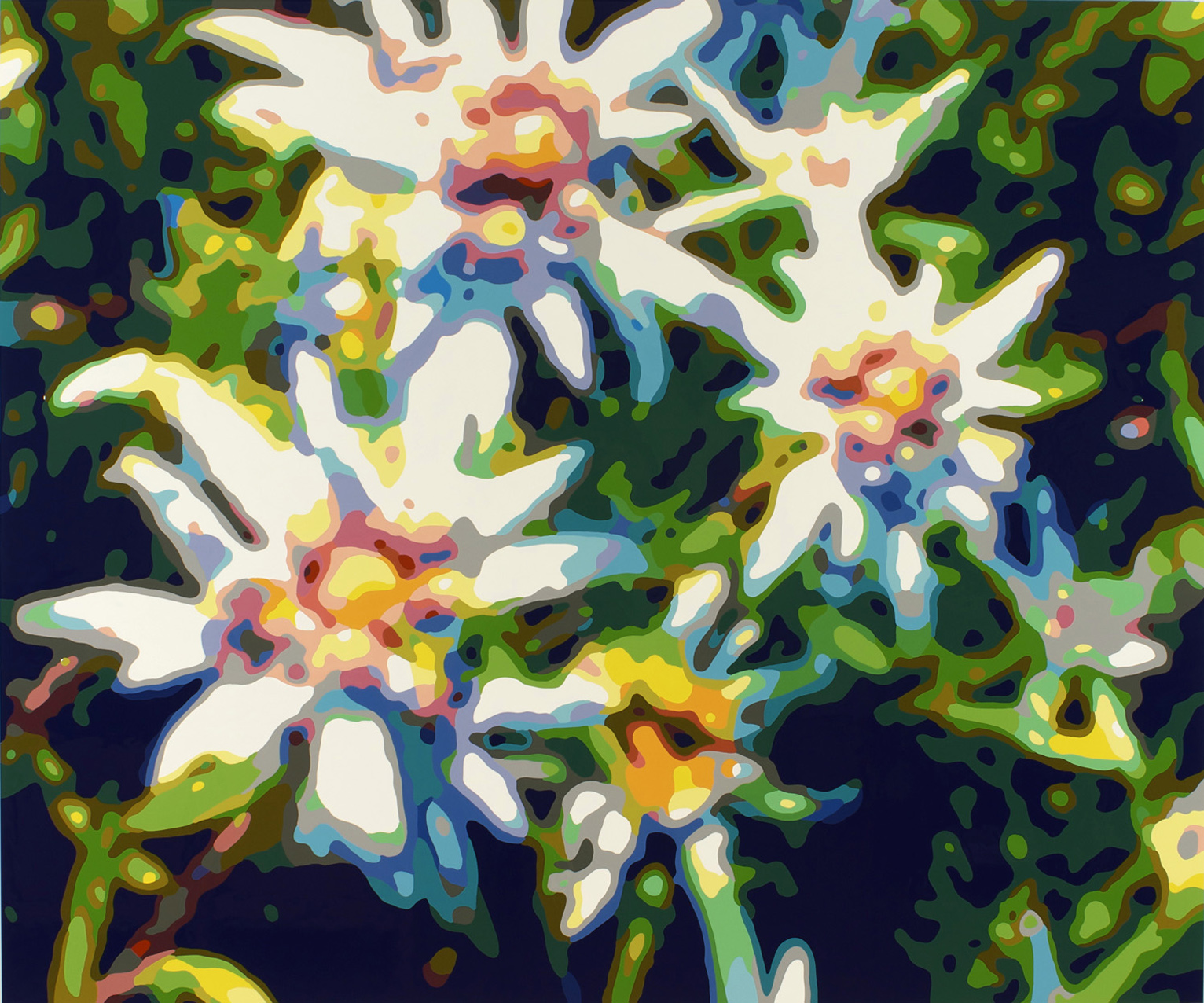
Konrad Winter, Camouflaged Alps / Edelweiß, 2009, 150 × 180 cm, Autolack auf Aluminium
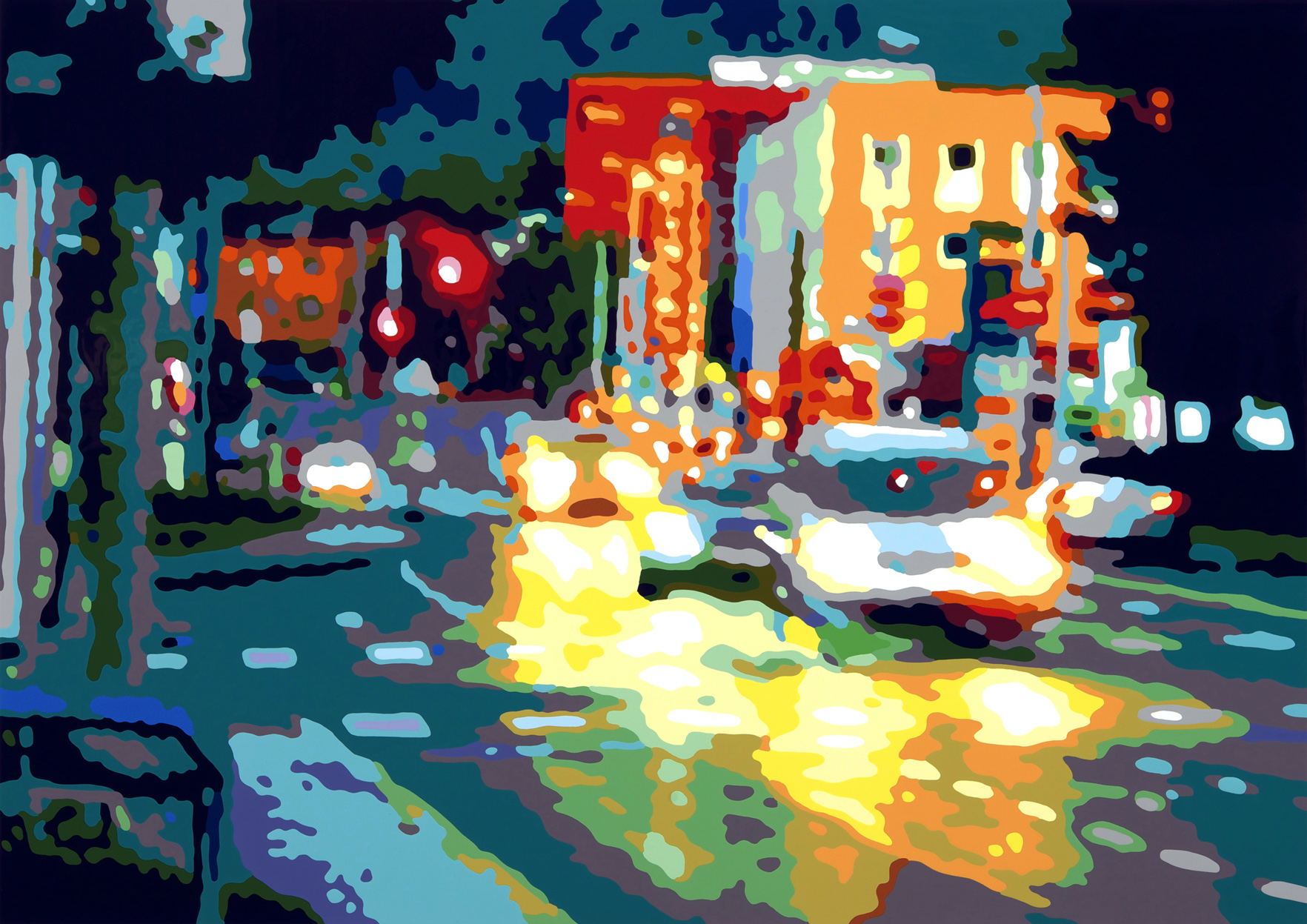
Konrad Winter, Camouflaged Cities / Sterneckstraße, 2011, 66 × 93 cm, Autolack auf Aluminium
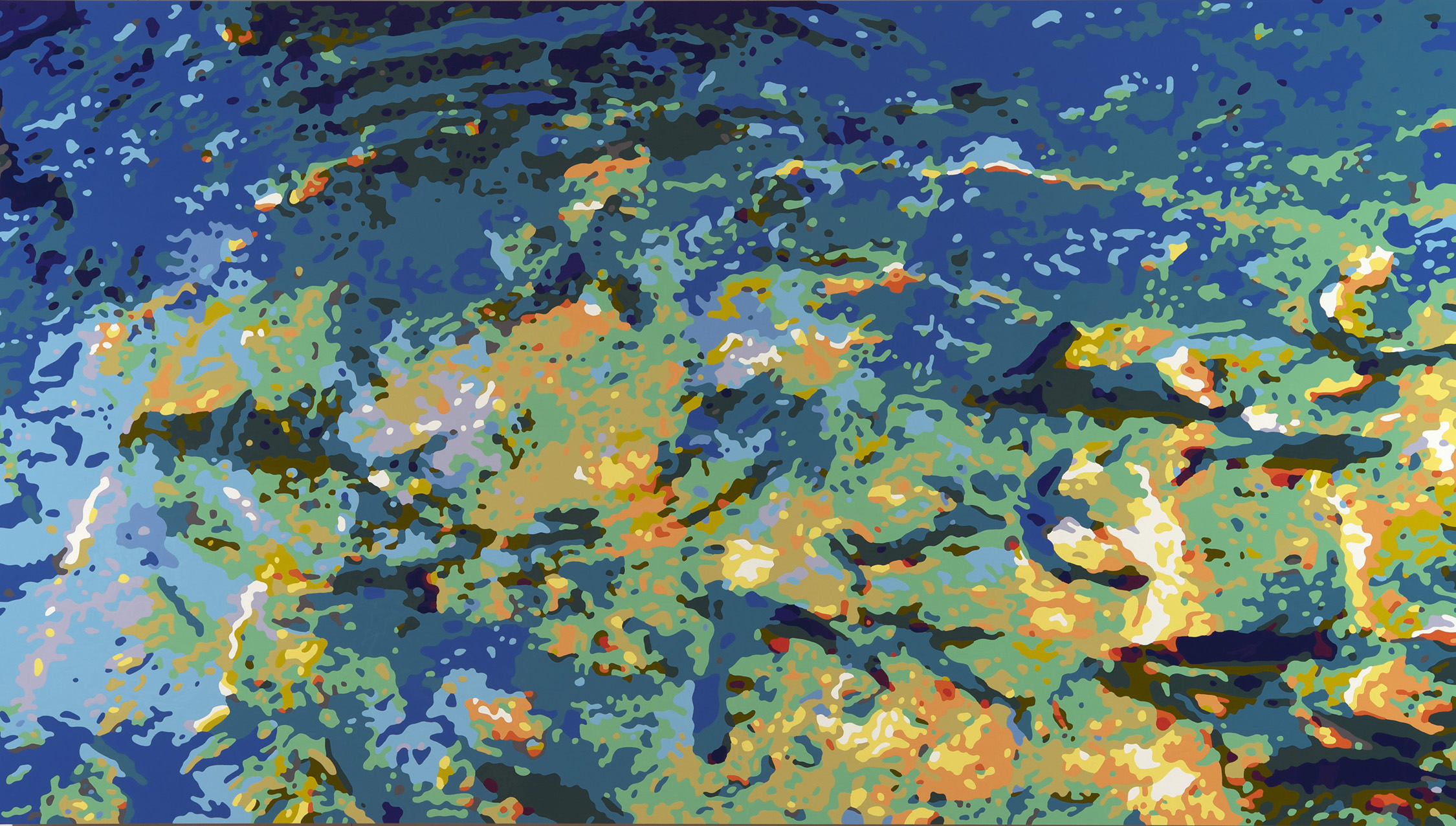
Konrad Winter, Getarnte Landschaft / Fischteich, 2011, 125 × 222 cm, Autolack auf Aluminium
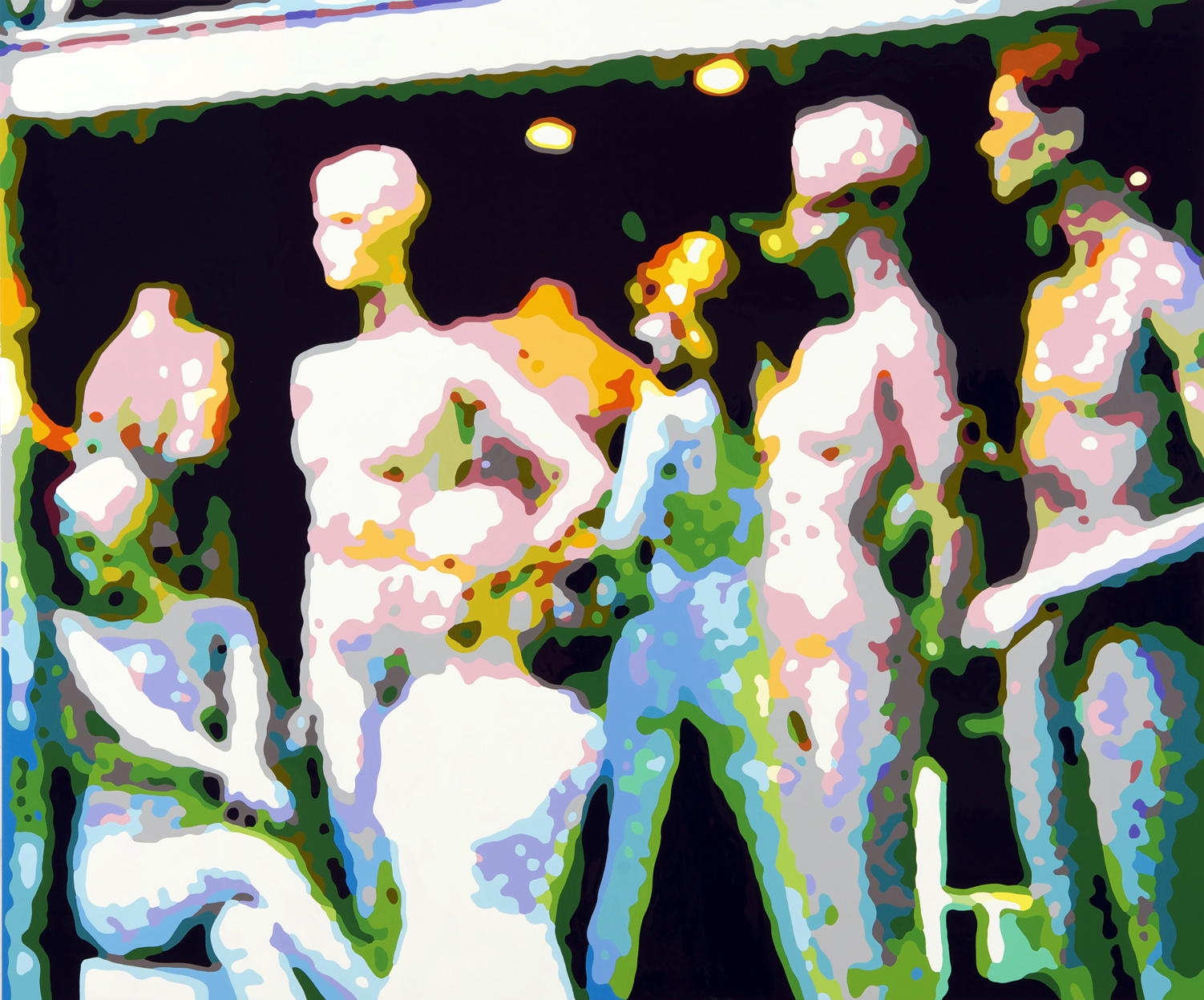
Konrad Winter, Camouflaged Prosperity, Schaufensterpuppen, 2012, 100 × 120 cm, Autolack auf Aluminium
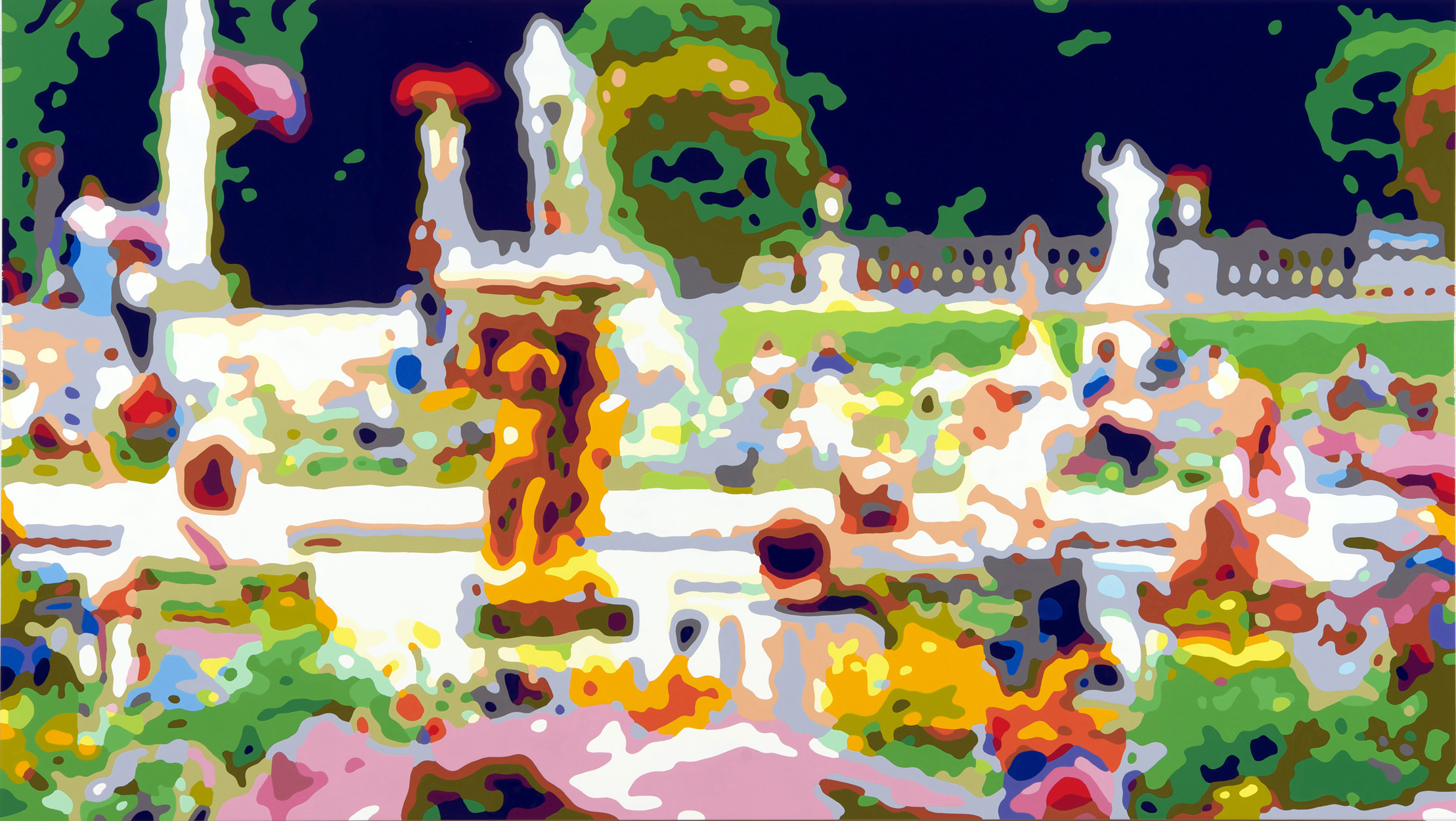
Konrad Winter, Getarnte Landschaft / Jardin du Luxembourg, 2012, 85 × 150 cm, Autolack auf Aluminium

## Werke im öffentlichen Raum
- 2009: Sparkasse Emsland, Meppen
- 2009: Vollmer-Werke, Biberach
- 2008: Société Générale Frankfurt
- 2007: Ennepe Finanzcenter, Gevelsberg
- 2006: „Camouflaged Landscape“, Sparkasse Menden
- 2005: „Zellstruktur“, Uniklinik Freiburg, Pathologisches Institut[2]
- 2004: „Stadtpanorama Hanau“, Sparkasse Hanau
- 2003: „Happy Hour“, Braugasthof „Die Weisse“, Salzburg
- 2003: „Stadtansicht Kaiserslautern“, Sparkasse Kaiserslautern
- 2003: „Glaswand“ Heiligenstadt, Thüringen
- 2001: „Kopf-Stücke“ Glastableaus, Sparkasse Fulda
- 1998–2002: Parkgarage Bahnhof, Salzburg (mit Peter Baldinger)
- 1996: Endoskopietüren, Diakonissen-Krankenhaus Salzburg
- 1995: „Hund“, Szene-Vorplatz, Salzburg

## Ausstellungen (Auswahl)
Konrad Winter hat seit 1985 an zahlreichen Ausstellungen in Deutschland und Österreich und seit 2004 vor allem auch auf dem asiatischen Kontinent teilgenommen.
- 2021: Zweimal Malerei (mit Katharina Gierlach), DavisKlemmGallery, Wiesbaden
- 2020: Lichtungen, DavisKlemmGallery, Wiesbaden
- 2020: Galerie Kersten, Brunnthal/München
- 2020: Galerie Alex Schlesinger, Zürich
- 2019: Galerie von Braunbehrens, Stuttgart
- 2018: Galerie 422, Margund Lössl, Gmunden
- 2018: DavisKlemmGallery, Wiesbaden
- 2018: Galerie Frey, Wien
- 2017: Brot und Spiele, Kunstforum Montafon, Schruns (Gruppenausstellung)
- 2017: Galerie pro arte, Freiburg
- 2016: Galerie Frey, Salzburg
- 2015: DavisKlemmGallery, Wiesbaden
- 2015: Galerie Frey, Wien
- 2014: Galerie pro arte, Freiburg
- 2014: DavisKlemmGallery, Wiesbaden
- 2014: Neuffer am Park, Pirmasens (E)
- 2013: DavisKlemmGallery, München
- 2012: Galerie Schlesinger, Zürich (E)
- 2012: INSA Gallery, Seoul, Korea (E)
- 2012: „Phänomen Wohlstand“, Motorenhalle, Dresden
- 2012: „Splash!“, DavisKlemmGallery, Frankfurt am Main
- 2011: „Camouflaged Capitals“, DavisKlemmGallery, ZDF-Studio Brüssel (E)
- 2011: „Camouflaged“, Galerie Hafenrichter, Nürnberg (E)
- 2011: „Die ungeheure Stadt“, UBR Galerie, Salzburg (E)
- 2011: Galerie pro Arte, Freiburg (E)
- 2011: „Fiesta“, DavisKlemmGallery, Frankfurt
- 2011: „Bahnhöfe“, Galerie Schlesinger, Zürich
- 2011: „Collection“, INSA Gallery, Seoul
- 2010: „Getarnter Strand“, QuadrART Dornbirn, Erhard Witzel und Uta Belina Waeger, Dornbirn, Österreich (E)
- 2010: „Getarnter Wohlstand“, DavisKlemmGallery, Frankfurt (E)
- 2010: Galerie Alex Schlesinger, Zürich, Schweiz (E)
- 2010: „Damals hat die halbe Nation hinter dem Fernseher gestanden. Positionen zum Fußball“, DavisKlemmGallery, Frankfurt/M., Deutschland
- 2009: „Camouflaged Landscapes“, Gallery Maek-Hyang, Daegu, Korea (Republic) (E)
- 2009: „Camouflaged Landscapes“, Insa Gallery, Seoul, Korea (Republic) (E)
- 2009: „Camouflaged Landscapes“, Emsdettener Kunstverein, Deutschland (E)
- 2009: „Camouflaged Alps“, Nexus Kunsthalle Saalfelden, Österreich (E)
- 2008: „Camouflaged Landscapes“, Hyundai Gallery, Seoul, Korea (E)
- 2008: „No Peanuts“, DavisKlemmGallery, Frankfurt/M., Deutschland;
- 2007: „Camouflaged Landscapes“, Galerie de Lee, Seoul, Korea
- 2007: „Getarnte Landschaft“, Galerie Alex Schlesinger, Zürich, Schweiz (E)
- 2006: „Getarnte Landschaft“, Galerie von Braunbehrens, München, Deutschland (E)
- 2006: „Getarnte Landschaft“, Galerie Pro Arte, Freiburg, Deutschland (E)
- 2006: „vom bild zum bild“, Museum der Moderne, Salzburg, Österreich
- 2005: „Heimart“, Kunstverein Deutschvilla, Strobl am Wolfgangsee, Österreich
- 2004: Börse München, Deutschland, curated by DSV KunstKontor, Stuttgart
- 2004: Galerie der Kunstakademie Bangkok, Thailand
- 2004: Galerie Arte Casa, Kakegawa, Japan
- 2002: 1Blick. Kunst im Vorhaus, Hallein (E)
- 1992: Galerie Roswitha Haftmann Modern Art[3]

## Preise, Auszeichnungen und Stipendien
- 2004: 1. Preis im Wettbewerb Uniklinik Freiburg
- 1997: Atelierstipendium der Stadt Frankfurt am Main
- 1992: Atelierstipendium in der Cité des Arts, Paris
- 1989: Slavi-Soucek-Preis für Grafik
- 1987: Georg-Trakl-Preis für Bildende Kunst
- 1984: Preis der Salzburger Wirtschaft